# Tramwaje w Jönköping
Tramwaje w Jönköping − zlikwidowany system komunikacji tramwajowej w szwedzkim mieście Jönköping, działający w latach 1907−1958. 

## Historia
Pierwszą linę tramwaju elektrycznego na trasie Vindbron – Stadsparken otwarto 12 lipca 1907. 20 sierpnia oddano do eksploatacji linię z Vindbron do Öster, jednak dopiero od 25 sierpnia tramwaje przejeżdżały przez most i obie linie zostały połączone. 11 września 1907 otwarto kolejną linię do Kungsgatan przez Barnarpsgatan i Brunnsgatan. Po otwarciu tej trasy w mieście były dwie linie tramwajowe oznaczone kolorami:
- zielona: Öster – Stadsparken
- czerwona: Hofrättstorget – Klostergergatan

Zajezdnia tramwajowa została zbudowana na rogu ulic Barnarpsgatan i Gjuterigatan. 21 września 1907 przedłużono czerwoną linię z Hofrättstorget do Öster. 22 listopada 1913 ponownie wydłużono linię czerwoną z Klostergatan do Torpagatan. Kolejny raz ta linia została przedłużona 12 sierpnia 1915 z Öster do Tegelbruksgatan (Rosenlund). Tego samego dnia wydłużono także zieloną linię od Öster do Kasernerna. Od 8 listopada 1916 linia do Vindbron była używana jako rezerwowa. 1 stycznia 1926 linię zieloną wydłużono ze Stadsparken do Bymarken. W 1928 otwarto nową linię do Ryhov, która była obsługiwana tylko latem. 8 października 1930 linia czerwona została przedłużona do Rosenlundstorget. Dwa lata później 12 listopada 1932 linia czerwona została ponownie wydłużona od Torpagatan do Tabergsgatan. 25 lipca 1946 linia czerwona została wydłużona z Tabergsgatan do Jordbron. 1 stycznia 1940 czerwoną linię wydłużono z Rosenlundstorget do Österängen. 18 grudnia 1946 uruchomiono linię żółtą, która na trasie Torpagatan – Rosenlundsgatan kursowała tylko zimą. W 1950 w mieście były trzy linie tramwajowe:
- zielona: Bymarken – Ryhov
- czerwona: Jordbron – Österängen
- żółta: Torpagatan – Rosenlundsgatan

21 maja 1951 zlikwidowano linię zieloną, a linię czerwoną skrócono z Jordbron do Tabergsgatan. 11 kwietnia 1954 zlikwidowano linię żółtą. 17 października 1955 skrócono linię z Österängen do Rosenlundstorget. 7 czerwca 1958 zlikwidowano ostatnią czynną linię – czerwoną.